# Paul Hasse
Paul Hasse (ur. 21 czerwca 1864 r., zm. 5 kwietnia 1945 r.) – oficer Armii Cesarstwa Niemieckiego i Reichswehry.

## Biografia
Paul Hasse wstąpił do Armii Cesarstwa Niemieckiego około 1884 roku. Awans na stopień podporucznika uzyskał 22 kwietnia 1914 roku. W czasie I wojny światowej pracował głównie w sztabie generalnym. 27 stycznia 1917 roku otrzymał awans na stopień pułkownika. Został ranny w wyniku działań wojennych.
Po I wojnie był dowódcą poligonu w Neuhammer am Queis (dzisiejszy Świętoszów). 1 grudnia 1920 roku został awansowany na stopień generała dywizji. 1 października 1921 roku otrzymał dowództwo nad oddziałem artylerii w Münster (Westfalia). Od 1923 roku zastępca Eginharda von Eschborna na stanowisku dowódcy 3. Dywizji Kawalerii. 1 stycznia 1923 roku otrzymał awans na generała porucznika. Od 5 listopada 1923 roku podlegały mu siły policyjne w Turyngii. 28 lutego 1926 roku odszedł z wojska i resztę swojego życia najprawdopodobniej poświęcił sztuce (pisarstwie). W 1926 roku zdążył zostać generałem piechoty.
Zmarł 5 kwietnia 1945 roku.

## Odznaczenia
Odnzcazniea gen. Hasse to między innymi:
- Order Orła Czerwonego IV klasy
- Order Królewski Korony II klasy z mieczami
- Krzyż Żelazny I klasy
- Krzyż Żelazny II klasy
- Czarna Odznaka za Rany
- Kawaler I klasy Orderu Zasługi Wojskowej z mieczami (Bawaria)
- Krzyż Zasługi Wojskowej II klasy z dekoracją wojenną (Austro-Węgry)